# كارل فان ديك
كارل فـان ديك هو محامي ومدرس وسياسي أمريكي، ولد في 18 فبراير 1881 في ألكساندريا في الولايات المتحدة، وتوفي في 20 مايو 1919. نشط حزبياً في الحزب الديمقراطي. وقد انتخب عضو مجلس النواب الأمريكي ‏.